# ターチャーン郡 (スラートターニー県)
座標: 北緯9度16分51秒 東経99度12分3秒 / 北緯9.28083度 東経99.20083度
ターチャーン郡（ターチャーンぐん）はタイ南部・スラートターニー県にある郡（アムプー）。

## 名称
ターチャーンとは「倉の港」を意味する。これは、昔、納税の際この付近の住民はもみ殻を税の代わりとして納めていたが、海上から送ることが多く、港ができてそこにもみ殻をおく倉ができたためである。

## 歴史
1908年7月31日、プムリエン郡（現・チャイヤー郡）からタムボン・ターン、タムボン・パークチャルイ、タムボン・サウィアットが分離し、またプンピン郡からタムボン・タークーイ、タムボン・ターチャーン、タムボン・クローンサイが分離してターチャーン分郡（キンアムプー）を形成し、プムリエン郡の管轄下におかれた。1938年8月1日、郡（アムプー）に昇格した。

## 地理
郡は東の海側のバーンドーン湾から、西のプーケット山脈まで横に延びている。西のプーケット山脈川はケン・クルン国立公園として保護されている。山岳部からは複数の川が流れており郡内の主な水源となっている。
交通はタイ国鉄が通っているほか国道41号線（アジアハイウェイ2号線）が南北に通っており、北にチャイヤー方面、南にプンピン方面に通じている。

## 経済
郡内の40%が果樹園、ゴム園などの農業、20%がコメの生産、15%が漁業、10%がサラリーマン、10%が商業、5%がその他に従事している。
農業生産物は、コメのほか、パラゴムノキ、アブラヤシが生産されており、漁業ではアカガイの仲間 Arca granosa やブラックタイガーなどが生産・採取されている。

## 行政区分
郡は6のタムボンに分かれ、さらにその下位に46の村（ムーバーン）がある。自治体（テーサバーン）があり以下のようになっている。
テーサバーンタムボン・ターチャーン・・・タムボン・ターチャーンとタムボン・カオターンの一部
また郡内には6つのタムボン行政体（オンカーンボーリハーンスワンタムボン）がある。
| 1. タムボン・ターチャーン・・・ตำบลท่าฉาง 2. タムボン・タークーイ・・・ตำบลท่าเคย 3. タムボン・クローンサイ・・・ตำบลคลองไทร 4. タムボン・カオターン・・・ตำบลเขาถ่าน 5. タムボン・サウィアット・・・ตำบลเสวียด 6. タムボン・パークチャルイ・・・ตำบลปากฉลุย | ターチャーン郡のタムボン |